# 小行星5909
小行星5909（英語：5909 Nagoya）是一颗围绕太阳公转的小行星。1989年10月23日，水野義兼、古田俊正在可儿市发现了此天体。
这颗小行星的绝对星等为2.94243等。